# Мононобе Ясунорі
Мононобе Ясунорі (30 травня 1985) — японський плавець.
Учасник Олімпійських Ігор 2008 року.
Переможець літньої Універсіади 2009 року.